# Nationaalsocialistische Duitse Arbeiderspartij
De Nationaalsocialistische Duitse Arbeiderspartij (NSDAP, Nationalsozialistische Deutsche Arbeiterpartei) was de partij die op 24 februari 1920 ontstond uit de Duitse Arbeiderspartij (DAP, Deutsche Arbeiterpartei). De NSDAP had als politieke ideologie het nationaalsocialisme, een mix van extreem nationalistische en extreem racistische denkbeelden, met als boegbeeld Adolf Hitler. De partij kwam in 1933 in Duitsland aan de macht met behulp van propaganda die appelleerde aan de wraakgevoelens onder de Duitse bevolking en door terreur tegen en intimidatie van politieke tegenstanders. Tot de eerste regeringsdaden behoorden de beknotting van de vrijheid van meningsuiting en het verbieden van andere politieke partijen. De partij streefde naar een rijk waarin alle Duitssprekenden verenigd waren. Daarnaast greep de partij sterk in in de economie, is verantwoordelijk voor extreme militarisering en het uitvoeren van de Holocaust.
Na het einde van de Tweede Wereldoorlog werd de partij ontbonden en illegaal verklaard.

## De periode 1919-1921
Op 5 januari 1919 werd de Duitse Arbeiderspartij (DAP) opgericht door Anton Drexler en Karl Harrer. Dit was de voorloper van de NSDAP. In het begin was deze partij alleen maar een van de vele extreemrechtse en racistische partijtjes die na de door het Duitse keizerrijk verloren Grote Oorlog als paddenstoelen uit de grond schoten in de pas opgerichte Weimarrepubliek. De DAP had haar machtsbasis in het Zuid-Duitse München, de hoofdstad van Beieren. Het belangrijkste uitgangspunt van deze partij was dat Duitsland een nieuw leger moest opbouwen, wat echter verboden was volgens het Verdrag van Versailles.
In september 1919 werd Hitler lid van deze partij, waar hij steeds meer tijd in stak. Hij werd snel een van de belangrijkste leden en klom op in het bestuur ervan. Hitlers eerste publieke toespraak werd gehouden op 16 oktober 1919 in de Münchener Hofbräukeller, waar hij sprak voor een publiek van 111 mensen als de tweede spreker die avond. Op 24 februari 1920 probeerde de partij haar eerste massabijeenkomst te organiseren. Het werd een redelijk succes met een opkomst van 2000 mensen. Hitler wist met retorisch vernuft in te spelen op het alom in Duitsland aanwezig maatschappelijk onbehagen en de partij won verder aan aanhang. Rond 1921 was Karl Harrer vertrokken uit de partij en Drexler was op een zijspoor gezet zodat Hitler als de leider werd gezien. Voortaan bepaalde hij hoofdzakelijk het beleid en was hij het brein van de activiteiten van de partij. Via een slimme en doordachte manier van propaganda van de partijideologie en -standpunten kreeg Hitler geleidelijk steeds meer invloed en aanhang onder de Beierse bevolking.

### Van DAP naar NSDAP
Hitler bedacht in deze beginjaren verscheidene veranderingen voor de DAP om die onder een bredere groep kiezers populair te maken en transformeerde die aldus tot de NSDAP. Een van de veranderingen die Hitler suggereerde was de toevoeging van het woord 'socialist' aan de naam van de partij. Hitler was altijd tegen marxistische ideeën (zoals het concept van de klassenstrijd) als zodanig geweest (zo stelde hij dat de klassenstrijd de Duitsers onnodig tegen elkaar uitspeelde) maar moest toch erkennen dat socialisme een populaire filosofie was na de Wereldoorlog. Dit toonde zich zeer in de groei van de Duitse Sociaal Democratische partij (SPD). Daarom herdefinieerde Hitler socialisme door er 'Nationaal' voor te plaatsen. Maar Hitler was alleen te vinden voor gelijkheid voor wie Duits bloed had. Joden en buitenlanders hadden geen rechten en immigratie van niet-Duitsers zou moeten stoppen.

### Hakenkruis
Verder wenste Hitler een pakkend en direct herkenbaar symbool voor de partij: de NSDAP hees in de zomer van 1920 voor het eerst een hakenkruisvlag. Dit teken was al eerder gebruikt door eerdere Duitse nationalistische "völkische" bewegingen (waaronder het Thule-Gesellschaft, een van de vele Beierse rechts-extreme en racistische partijen waar Hitler veel van zijn gedachtegoed en nationaalsocialistische symbolen aan ontleende), die het als symbool van hun "Arische" identiteit gingen beschouwen, een concept dat door theoretici als Alfred Rosenberg gelijkgesteld zou worden met een Noords 'meesterras' dat, volgens hem, in het noorden van Europa moest zijn ontstaan. 
Hitler en zijn aanhangers waren zo enthousiast over hun nieuwe vaandel met het oude "Germaanse" motief dat "de uitwerking ervan was als de uitwerking van een brand." In deze beginjaren werd er nog geëxperimenteerd met verschillende soorten hakenkruisen en op foto's en illustraties uit deze periode zijn dan ook verschillende varianten te zien van het nazisymbool. De later zo bekende vlag van nazi-Duitsland werd pas halverwege de jaren 20 door Hitler persoonlijk ontworpen. Hij zette een zwart links draaiend hakenkruis in een witte cirkel op een felrode achtergrond, naar de kleuren van de vlag van het Duitse Keizerrijk (zwart-wit-rood). Het kruis werd door Hitler een achtste slag gedraaid, om het vernieuwende van zijn nationaalsocialisme te accentueren.
Verder stroomlijnden Hitler en zijn adviseurs het partijprogramma en reeds vanaf de begintijd richtte de NSDAP zich vooral op de volgende punten:
- Verheerlijking van het autoritaire 'leidersprincipe' (zoals ook in het fascisme tentoongespreid oftewel een dictatuur), afkeer van de democratie en dus ook vernietiging van de Weimardemocratie
- Militarisme
- Revanchisme (revanche op de oude vijanden)
- Antisemitisme
- Herziening van het Verdrag van Versailles en met name de teruggave van de gebieden die Duitsland volgens dit verdrag had moeten afstaan. Ook de afgesproken herstelbetalingen aan de geallieerde winnaars van de Wereldoorlog zouden moeten stoppen.
- Afkeer van het bolsjewisme, maar toch een sterk socialistisch geïnspireerd economisch programma en een overnemen van "socialistische" symboliek; tegelijkertijd werden communisten/socialisten aangemerkt als doodsvijanden.

De ordehandhaving werd geregeld door de Sturmabteilung (afgekort SA), van oorsprong een groep uitsmijters die tegenstanders van de nazi's weerden van partijvergaderingen. Al snel, naarmate de SA meer leden kreeg, werden er knokploegen gevormd die ideologische tegenstanders (voornamelijk socialisten en communisten) op straat te lijf gingen. Als eigen mediablad had de partij de Völkischer Beobachter.

## De periode 1922-1929
Hitler had al aan het begin van de jaren twintig een groep medestanders en vertrouwelingen rond zich verzameld waarvan de belangrijkere waren: 	
- Joseph Goebbels, leider van de propaganda
- Hermann Göring, een goede organisator die bovendien vele nuttige contacten had in het leger en de Duitse aristocratische en economische elite
- Heinrich Himmler, de leider van de SS
- Ernst Röhm, de man achter de paramilitaire SA
- Alfred Rosenberg, de theoreticus
- Julius Streicher, bekend vanwege zijn antisemitisme en medeoprichter van de anti-Joodse Deutsch-Sozialistische Partei

Het ledental van de partij groeide van 20.000 in 1922 uit tot meer dan 50.000 in het crisisjaar 1923, in die tijd vooral bestaande uit mensen van de arbeidersklasse. De partij was echter ook een onderkomen voor oud-legerofficieren en andere conservatieven. Samen met Ernst Röhm kwam Hitler op het idee om een eigen reserveleger te bouwen waarbij de contacten en expertise van de vroegere legerofficieren goed van pas zouden komen. De achterliggende gedachte was de kwakkelende economie die wellicht zou leiden tot een algemene ineenstorting van het land en collaboratie van het eigenlijke leger met de "vijanden van het Duitse volk". Hitler wilde daar een eigen volksleger tegenover stellen. Vanaf toen werd de SA uitgebouwd tot dit volksleger en tegen 1933 telde dit reserveleger zelfs 400.000 leden, meer dan het reguliere Duitse leger. Ook werd er voor de partijtop een lijfwacht opgericht. Dit was de Schutzstaffel (beter bekend onder de later beruchte afkorting SS).
Door het drukken van enorme hoeveelheden geld trachtte de Duitse overheid de inflatie, die begin jaren 20 het Duitse leven beheerste, in de kiem te smoren. Dit liep echter uit op een fiasco en de NSDAP rook haar kans. Door middel van een putsch, bekend als de Bierkellerputsch, probeerde ze op 9 november 1923 de macht in Beieren over te nemen. Het ondoordachte plan was om zo een kettingreactie van revoluties in andere deelstaten te veroorzaken waarna ten slotte Berlijn voor het grijpen zou liggen. Na een hevige strijd werden Hitler en consorten echter gearresteerd en op 26 maart berecht. De rechtszaak liep uit op een overwinning voor de nazi's, omdat Hitler heimelijk veel steun onder zijn berechters had. Hoewel Hitler werd veroordeeld tot een vijf jaar durende gevangenisstraf – in de luxegevangenis van Landsberg – wist hij bij het proces dermate veel publiciteit te trekken, dat het ook wel als een zege voor de nazi's wordt gezien. Hitlers straf werd na één jaar beëindigd en hij was weer een vrij man. Hij schreef tijdens zijn gevangenschap Mein Kampf, de 'bijbel' van het nationaalsocialisme.
Na de mislukte staatsgreep werd de NSDAP illegaal verklaard. De aanhangers en leden van de illegale NSDAP vormden samen met Noord-Duitse bondgenoten een organisatie genaamd de Nationaalsocialistische Vrijheidsbeweging. Met deze koepelorganisatie werden de nationaalsocialisten in het parlement gekozen. Begin 1925 werd het partijverbod opgeheven, zodat de NSDAP weer in het openbaar kon functioneren. Na een opleving beleefd te hebben in de verkiezingen, zakten de electorale steun aan de nationaalsocialisten langzaam weer weg tot ze in 1928 slechts circa twee procent van de stemmen verwierven. Hitler richtte zich echter op consolidatie en herorganisatie, en vormde de beweging om van een lokale Zuid-Duitse partij tot een landelijke partij. Het ledental nam toe tot ruim 100.000 in 1929. Ook splitste Hitler zijn NSDAP in twee afdelingen, aangeduid als PO-I en PO-II. PO was een afkorting voor politieke organisatie.
- PO-I had tot taak de ondermijning en omverwerping van de Weimarrepubliek.
- PO-II hield zich bezig met het vormen van een nieuwe staatsinrichting. Hiervoor bezat het zelfs afdelingen die als ministeries trachtten te functioneren. Ook de indeling in Gaue was afkomstig van PO-II.

Zowel voor als na de doorbraak waren er regio's in Duitsland waar de NSDAP populairder was dan in andere. Traditioneel deed de NSDAP het het beste in bakermat Beieren en dan met name het Frankenland. Ook in Oost-Pruisen en andere oostelijke gebieden van de deelstaat Pruisen had de partij veel aanhang onder de conservatieve bevolking en landjonkers. Nadien brak de partij eveneens door in Noord-Duitsland, waar de boeren het al vóór de ineenstorting van 1929 moeilijk hadden, en nadien in Thüringen, waar de crisis de nijverheid hard trof. De NSDAP had het moeilijker in de steden, met name in Berlijn en Hamburg, waar veel links stemmende arbeiders woonden. Ook in het Rijnland, katholiek, verstedelijkt en in veel opzichten het minst Pruisische deel van Pruisen, drong de partij trager door.
In deze tijd tekenden zich tevens de eerste interne conflicten binnen de partij zelf af: tussen de politieke partijleiding van de NSDAP, vertegenwoordigd door Hitler, en de paramilitaire afdeling van de NSDAP, de SA, vertegenwoordigd door Röhm, die echter altijd binnenskamers werden gehouden. Röhm was voorstander van een meer 'socialistisch' Duitsland en wilde de macht van de banken en grootindustriëlen inperken, terwijl Hitler daar niets voor voelde: hij had in deze begintijd van de partij de, vooral financiële, steun van de zakenwereld nog hard nodig. Ook erkende Röhm Hitler niet als de opperste leider van de partij, hij zag zichzelf als op zijn minst gelijkwaardig aan Hitler. In 1927 ontmoette Emil Kirdorf, een invloedrijke industrieel, Hitler en stelde hem op de hoogte van de bezorgdheid van andere fabrieksdirecteuren en grootkapitalisten voor de socialistische programmapunten van de NSDAP die vooral Röhm propageerde. Hitler stelde hem echter gerust en zei dat de socialistische punten van de NSDAP nooit ten uitvoer zouden worden gebracht. Om dit te bevestigen schreef Hitler de privémemo Der Weg zum Wiederaufstieg als pamflet en verdeelde deze onder zijn financierders. Röhm moest uiteindelijk toch het hoofd buigen voor Hitler en vertrok tijdelijk naar Bolivia.
Tot 1929 was de NSDAP een kleine partij die nog niet veel invloed had in de Duitse politiek. Dit veranderde echter toen de aanhoudende economische recessie Duitsland trof. Grote delen van de bevolking zochten een houvast in deze rumoerige tijden; Hitler haakte hierop in en beloofde orde op zaken te stellen. Hitler en zijn propagandaleider Goebbels waren de eerste politici die de mogelijkheden zagen die de moderne media bieden om het publiek te bereiken en te beïnvloeden. Hitler  reisde heel Beieren af voor toespraken en later gebruikte hij zelfs veelvuldig het vliegtuig om op dezelfde dag meerdere toespraken te houden in ver uiteen liggende delen van het land. Via steeds groeiende en strak geregisseerde massabijeenkomsten, onder andere in Neurenberg, sprak Hitler de bevolking toe en het ledental groeide immens. De NSDAP kon zich profileren als de enige partij die niets te verwijten viel, omdat ze immers nooit aan een regering deelgenomen had.
Vanaf oktober 1929 was dan ook een duidelijke opmars van de NSDAP in de deelstaatparlementen te bespeuren, voor het eerst ook buiten Zuid-Duitsland en Beieren. In Baden werd 7% van de stemmen gehaald, in Lübeck 8%. In Thüringen namen de nazi's voor het eerst deel aan een deelstaatregering, hiertoe uitgenodigd door de andere partijen die een cordon sanitaire tegen de communisten in stand hielden. Dit werd een fiasco, maar de opmars zette zich voort. Toen in 1930 nieuwe verkiezingen werden uitgeschreven voor de Rijksdag, voorspelden de nazi's een reuzenzege.

## De periode 1930-1933

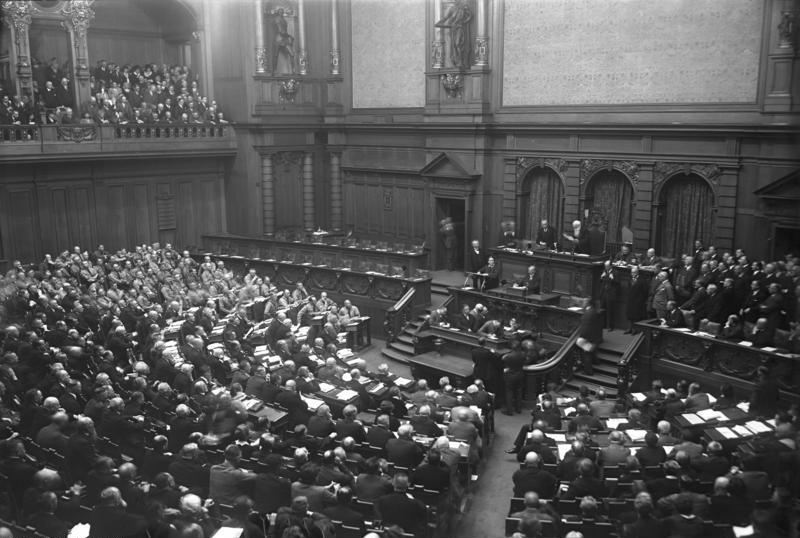
De Rijksdag op 30 oktober 1930. Geheel links zitten de geüniformeerde NSDAP-afgevaardigden.

In september 1930 haalde de partij bij de verkiezingen voor de Rijksdag 6,4 miljoen stemmen en werd zo de tweede partij van Duitsland, met 107 van de 577 zetels (18,5%). Ondertussen kwakkelde de economie nog altijd. De NSDAP nam deel aan het samenwerkingsverband Harzburg-front met de conservatieve Duitse Nationale Volkspartij (DNVP) en andere nationalistische groeperingen. Omdat Hitler een zelfstandige rol wilde blijven houden, werd het geen hechte samenwerking. Tijdens de verkiezingen voor een nieuwe rijkspresident van 1932 verloor Hitler het van regerend president Paul von Hindenburg, maar door de parlementsverkiezingen van dat jaar werd de NSDAP wel de grootste partij van Duitsland met 230 zetels (39,9%). Er hadden 14 miljoen mensen op ze gestemd, maar Hindenburg weigerde Hitler te benoemen als rijkskanselier; hij wantrouwde hem en had een lage dunk van "deze kleine korporaal en mislukte kunstenaar", zoals Hindenburg Hitler betitelde. De partij had nog een ander probleem: door de voortdurende verkiezingscampagnes was de partij bijna failliet. Verder had de partij haar maximale draagvlak bereikt. De aanhang was nu zo divers geworden dat het moeilijk was een koers te kiezen zonder een deel van die aanhang van de NSDAP te vervreemden. De achterban nam het Hitler bovendien kwalijk dat hij geen regeringspost wilde accepteren (Hitler wilde alleen als rijkskanselier aan een kabinet meewerken) en dus "helemaal niets deed". De bevolking begon "Hitler-moe" te worden.
Bij de verkiezingen van november 1932 verloor de NSDAP dan ook 4%, leverde 34 zetels in en had zo nog 34% van de zetels. Toch wilden veel zakenlieden en conservatieve politici nog met Hitler praten (zoals de voormalige rijkskanselier Franz von Papen). Zij zetten Hindenburg onder druk om Hitler toch een regering te laten vormen. Het alternatief, een linkse regering bestaande uit communisten en socialisten, zou in hun ogen hun belangen te zeer schaden, en Hitler zou hun smalle machtsbasis kunnen verbreden. Ze meenden dat ze hem konden "temmen" door Hitler wel toe te staan om rijkskanselier te worden maar zijn kabinet te vullen met meest niet-NSDAP-ministers. Ook betaalden de zakenlieden de schulden van de partij zodat ze weer volop aan de voortdurende verkiezingsstrijd kon meedoen. De NSDAP deed er ondertussen alles aan om de tegenslag van de recente verkiezingsnederlaag te overwinnen: in de regionale verkiezingen voor het ministaatje Lippe werd alles wat men aan propagandamiddelen had uit de kast gehaald. De overwinning die vervolgens behaald werd buitte men uit om de positie in de landelijke formatiebesprekingen te versterken: het tij was weer gekeerd en de nazi's waren weer in opmars. Op 30 januari 1933 werd Hitler dan eindelijk toch door Hindenburg aangewezen om een regering te vormen met Hitler zelf als rijkskanselier. De partijen in het nieuwe kabinet bestonden uiteindelijk uit een coalitie tussen de NSDAP, de Duitse Nationale Volkspartij (DNVP) en enkele partijlozen uit het voorgaande kabinet-Schleicher.

## De periode 1933-1945

### Vestiging van de dictatuur
Het nieuwe kabinet-Hitler trad aan en als eerste regeringsmaatregel (31 januari 1933) ontbond kanselier Hitler de Rijksdag en schreef nieuwe verkiezingen uit die in het voorjaar van 1933 gehouden moesten worden. Vlak na Hitlers aantreden werd het Rijksdaggebouw door brand verwoest. Deze Rijksdagbrand kwam Hitler bijzonder goed uit en hij verordende direct noodmaatregelen om de orde te herstellen en verdachten op te pakken. Dit oppakken betrof "toevalligerwijze" voornamelijk tegenstanders van de nazi's. Door deze intimidatie en het verbieden van bepaalde politieke partijen (voornamelijk socialisten en communisten) behaalde Hitler een klinkende overwinning bij de verkiezingen in het voorjaar van 1933. Op 3 maart 1933 werd Ernst Thälmann, de leider van de Kommunistische Partei Deutschlands (KPD), gearresteerd. Daarnaast werd er anticommunistische propaganda verspreid waarin communisten werden beschuldigd van het plannen van een revolutie en het dagelijks gebruik van geweld op straat. Deze beschuldigingen waren ongegrond. Al geruime tijd durfden communisten zich niet meer op straat te vertonen, omdat zij werden opgepakt of vermoord, ook waren veel communisten gevlucht. De NSDAP won met 43,9%, ongeveer zeventien miljoen stemmen. Ondertussen zakte de hoogbejaarde Hindenburg, de enige die tevoren nog enige autoriteit tegenover Hitler kon stellen, geestelijk steeds verder weg in dementie. Hitler had al snel de handen vrij en begon zijn macht over het regeringsapparaat uit te breiden.

### Gleichschaltungvan de Duitse maatschappij

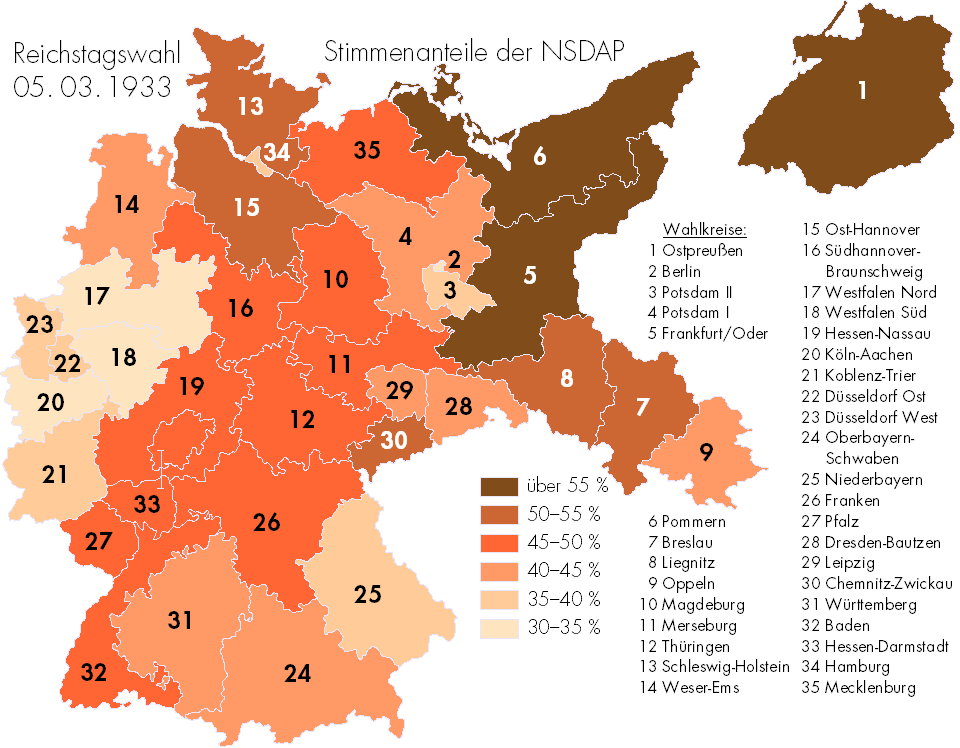
Percentage stemmers op de NSDAP in maart 1933

Na de verkiezingen in het voorjaar van 1933 bezat Hitler, door steun van de conservatieve partijen Deutsche Zentrumspartei (Zentrum) en Duitse Nationale Volkspartij (DNVP), een absolute meerderheid in het parlement en kon hij legitiem en ongehinderd alle macht aan zich trekken. Nu begon de Gleichschaltung. Dit hield in dat de Duitse staat en bevolking in het NSDAP-keurslijf werden gedwongen. Met de Machtigingswet van maart 1933 kreeg Hitler al zeer grote bevoegdheden. Op 14 juli 1933 werd het parlementaire apparaat helemaal gleichgeschaltet met de nazi-ideologie en feitelijk buiten werking gesteld: de wetgevende en controlerende macht lag nu bij de regering Hitler alleen. Het opheffen van alle andere politieke organisaties gebeurde door een verbod hiervan, aangevuld door geweld en intimidatie tegen aanhangers van deze partijen en arrestatie van de, nu verboden, partijtop. De dictatuur van de NSDAP was een feit en er kon nog maar op één partij gestemd worden. In de daaropvolgende verkiezingen, waarin Hitler aan de bevolking een ongelimiteerd mandaat vroeg, kon voor of tegen worden gestemd. Er werd wel duidelijk gemaakt dat tegenstemmen gelijkstond aan verraad en dan was eveneens duidelijk wat er met de tegenstemmer ging gebeuren. Vanaf die tijd heerste de nationaalsocialistische dictatuur. Al snel werd de NSDAP-ideologie zichtbaar in het openbare leven. Die bestond vooral uit antisemitisme en vrijheidsbeperking van de bevolking. Er werden allerlei razzia's gehouden tegen tegenstanders van de nazi's en het treiteren en boycotten van de Joden werd de normale gang van zaken.
Op 2 augustus 1934 stierf president Von Hindenburg. Hitler liet geen nieuwe rijkspresident kiezen maar combineerde de functie van rijkspresident met die van zijn eigen functie als rijkskanselier (Hitler eigende zich hiermee ook het presidentiële salaris toe, bovenop zijn salaris als rijkskanselier en royalty's uit de verkoop van Mein Kampf) NSDAP werd omgevormd tot een apparaat dat de bevolking in het gareel moest houden en breidde haar controle uit over alle organisaties in het land, van scholen en universiteiten, vakbonden, hobbyclubs en jeugdverenigingen tot het leger. 
Openlijk protest tegen deze gang van zaken was al snel levensgevaarlijk, vooral nadat de rechterlijke macht met handen en voeten aan de nazipartij was gebonden. Nadat de meeste tegenstanders waren gearresteerd en op twijfelachtige gronden door nazigetrouwe rechters waren veroordeeld tot lange gevangenisstraf (of eenvoudigweg vermoord werden of op 'mysterieuze wijze' verdwenen waren) was binnenlandse oppositie vrijwel afwezig. Dit proces duurde drie à vier jaar, waarna zo goed als iedere instantie of club direct of indirect afhankelijk was van de goedkeuring van en aansturing door de partij.

### Machtsstrijd tussen Hitler en Röhm
In de loop der jaren heeft Hitler zijn tegenstanders niet alleen buiten de partij maar ook daarbinnen systematisch uitgeroeid en een groep onvoorwaardelijke vertrouwelingen om zich heen gebouwd. De uit Bolivia teruggekeerde medestander van het eerste uur Ernst Röhm was weer hersteld in zijn oude positie als SA-leider maar was nog altijd even onwillig als vóór 1933 om Hitler als opperste leider te erkennen. In de zomer van 1934 werd uiteindelijk door Hitler besloten om Ernst Röhm te executeren, omdat hij, vanwege zijn grote macht binnen de SA en zijn linkse standpunten, waarmee hij geregeld met Hitler in conflict kwam, werd gezien als een interne bedreiging voor Hitlers alleenheerschappij. In het buitenland werd de resulterende onthoofding van de SA-top (30 juni t/m 2 juli 1934) bekend als de Nacht van de Lange Messen. De SA werd gekortwiekt en het ledenbestand werd gezuiverd. Hogere SA-leiders werden eveneens geëxecuteerd of ontslagen, lagere leiders werden naargelang hun "politieke zuiverheid" ontslagen of gepromoveerd. Vanaf toen nam de SS van de trouwe Hitler-adept Heinrich Himmler de plaats in van de SA en diens macht groeide explosief.

### Hitlers alleenheerschappij
Er werd besloten tot de totale verwijdering van de Joden uit de samenleving. Dit werd vastgelegd op 15 september 1935 in de Rassenwetten van Neurenberg, waarin precies werd omschreven wat Joods was. Alle Joden werden hun burgerrechten ontnomen. De voortdurende pesterijen verliepen cyclisch: geweld van beneden (met name de SA) werd door de partij aangemoedigd. Daarna volgde escalatie van het geweld, waarna de regering tussenbeide kwam. Het eind van het liedje was een verdere verscherping van antisemitische maatregelen "om de radicalen tevreden te stellen". Dit proces herhaalde zich telkens weer en culmineerde in de Kristallnacht en ten slotte in de massale Jodenvervolgingen.
Na 1937 ontsloeg Hitler acht van de twaalf ministers en verenigde hun voormalige functies en bevoegdheden met zijn eigen functie als Führer. Göring, Goebbels, Frick en Darré bleven over.
In 1938 werd de politiek door de Blomberg-Fritschaffaire opgeschrikt. De minister van defensie, Werner von Blomberg, zou getrouwd zijn met een ex-prostituee. Diens beoogde opvolger, Werner von Fritsch, zou homoseksueel zijn en zich met een schandknaap hebben ingelaten. Blomberg viel en sleepte Fritsch onbedoeld mee in zijn val, waardoor een aantal kritische kopstukken in het leger op een zijspoor konden worden gezet ten gunste van personen als Wilhelm Keitel en Walther von Brauchitsch die de nazi's beter ter wille waren. Vanaf dit moment zou ook het leger, het laatste niet-genazificeerde instituut in Duitsland, onder NSDAP-controle vallen.

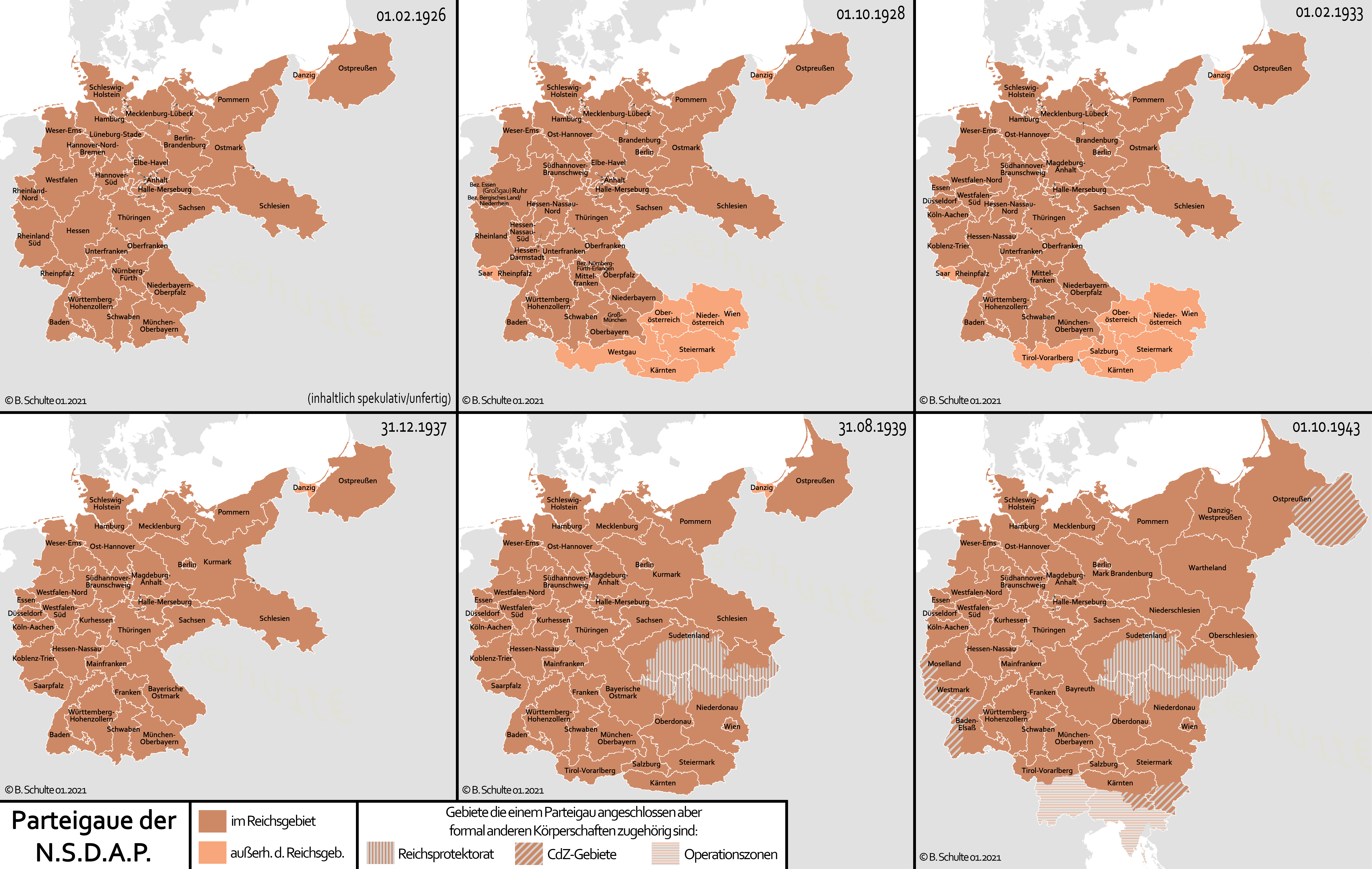
De indeling van de gouwen in 1926, 1928, 1933, 1937, 1939 en 1943

De deelstaatregeringen werden genazificeerd, machteloos gemaakt en ten slotte opgeheven. Daarentegen werd de NSDAP-indeling in Gaue belangrijker. De Gaue waren genoemd naar de oude provincies in het Frankische rijk, gouwen. Aan het hoofd van iedere Gau stond een Gauleiter, die aan het hoofd van het lokale partijapparaat stond. Met name de Gauleiters in de na 1939 toegevoegde oostelijke gebieden (onder andere Wartheland en Danzig) konden een grote macht opbouwen.
De alleenheerschappij en willekeur van Hitler vierde hoogtij. Voorbeelden hiervan waren de Kristallnacht, de Reichskulturkammer waarin alleen kunst werd toegestaan die naar de smaak van Hitler was en de boekenverbranding van "geschriften van Duitse volksvijanden". Deze alleenheerschappij duurde tot de capitulatie van Duitsland in 1945, waarbij ook de partij haar heerschappij verloor.

### Einde van de partij
De Tweede Wereldoorlog bracht uiteindelijk de volledige vernietiging van de nazidictatuur, die zich had voorzien van de benaming Derde Rijk, en de bezetting van Duitsland en Oostenrijk door troepen van de geallieerden die werd vastgelegd in het Verdrag van Potsdam. Door de vereenzelviging van de NSDAP met het Derde Rijk betekende de militaire en politieke ineenstorting ook de vernietiging van de NSDAP. Hogere partijfunctionarissen pleegden, evenals hun leider Hitler, zelfmoord, vochten zich dood, vluchtten of werden gearresteerd. De lagere en middenkaders van de partij vernietigden hun partijkaart en alles wat hen met de NSDAP associeerde, en probeerden in de Duitse maatschappij te verdwijnen. De meesten is dit inderdaad gelukt, en ook een aantal van oorlogsmisdaden verdachte personen wist soms zelfs tot hun dood aan arrestatie en berechting te ontkomen, soms zelfs in gerespecteerde functies.
De overblijvende kopstukken, onder andere de Flensburgregering, voelden zich niet meer geroepen een verloren oorlog te blijven strijden. Door Hitlers dood zagen ze zich bovendien ontslagen van hun persoonlijke eed van trouw.

## Na 1945

### Denazificatie
In de geallieerde bezettingszones werd een proces van denazificatie in gang gezet, en de NSDAP werd tot een illegale criminele organisatie verklaard. De denazificatie ondervond weinig weerstand. Pogingen om een ondergrondse nazipartij op te richten of verzet te plegen (onder andere de Weerwolven) werden snel verijdeld of strandden door een gebrek aan steun van de bevolking. De Duitsers hadden, kortweg, genoeg van de NSDAP. De meeste Duitsers kwamen tot de conclusie dat de 12-jarige heerschappij van de NSDAP hun uiteindelijk weinig goeds had opgeleverd: ze waren in een zinloze oorlog gestort waarin het grootste deel van de infrastructuur, industrie en bijna alle grote steden verwoest waren. Bovendien was een groot deel van de dienstplichtige generatie omgekomen aan de oorlogsfronten en ook een groot aantal burgerslachtoffers aan het thuisfront. Ten slotte was een groot deel van de oostelijke Duitse gebieden geannexeerd door Polen en de Sovjet-Unie waarbij de inheemse Duitsers verdreven werden. En ook had de bloedige nazidictatuur de Duitse reputatie flink naar beneden gehaald: het land van de Denker und Dichter was nu het land van een van de meest rigide en sadistische dictaturen uit de Europese geschiedenis en de organisator van een van de grootste genocides uit de wereldgeschiedenis.
De NSDAP en al haar dochterorganisaties werden in 1945 door de geallieerden als misdadige organisatie verboden en ontbonden verklaard en hun vermogen werd in beslag genomen. Op 10 oktober werd dit uitgesproken bij de processen van Neurenberg. In 1949 werd in de toen ontstane Bondsrepubliek Duitsland ("West-Duitsland") en de DDR ("Oost-Duitsland") alle propaganda voor de partij in geschrift, woord of symbool verboden.
Tegen de tijd dat in 1949 het politieke leven in het bezette Duitsland zich hervatte, was het nazisme vrijwel verdwenen. Ook in de bezettingszone van de Sovjet-Unie verdween de NSDAP, daar de communisten en hun Russische broodheren nazi's en voormalige nazikopstukken te vuur en te zwaard vervolgden. Een van de verwijten van de Sovjet-Unie en Oost-Duitsland aan het Westen was dat men niet zou optreden tegen voormalige nazi's of hen te zacht zou behandelen; overigens hadden ook veel personen in de westerse wereld deze mening.

### Neonazisme na de oorlog
Na 1945 zijn er in Duitsland neonazistische en ultranationalistische groeperingen geweest wier programmapunten trekken van de vroegere NSDAP vertoonden of zelfs een rehabilitatie of wederopleving van NSDAP-standpunten behelsden. De nationalistische Deutsche Reichspartei (DRP) behaalde bij de verkiezingen van 1949 vijf zetels in de Bondsdag, maar de beweging kwijnde weg. De opvolger van de DRP, de Nationaldemokratische Partei Deutschlands (NPD), bestaat nog steeds en wordt geleid door Udo Pastörs. De partij ageert met name tegen immigratie. In de jaren 80 en 90 maakten de Republikaner opgeld, maar deze beweging is momenteel slechts op lokaal niveau vertegenwoordigd. Na de Duitse Hereniging in 1990 is er echter een groei van extreemrechtse, extreem-nationalistische en neonazibewegingen te bespeuren in de voormalige DDR. Dit wordt veroorzaakt door teleurstelling in het uitblijven van de economische groei. De meeste extreem-nationalistische partijen en groeperingen spelen echter slechts een marginale rol in de Duitse samenleving, en hebben bovendien vrijwel nooit de kiesdrempel van 5% gehaald voor vertegenwoordiging in de Bondsdag. Overigens presenteren vrijwel al deze partijen zich niet als nazistisch, en de weinigen die dit wel doen, doen het in ieder geval niet openlijk.
Ook buiten Duitsland bestonden en bestaan partijen die neonazistische denkbeelden aanhangen. In de Verenigde Staten bestaat een overlap met de blanke superioriteitsbewegingen en de Ku Klux Klan, en heeft ook kruisbestuiving plaatsgevonden. Veel groepen die zich als voortzetting van de KKK beschouwen, hangen ook nazistische denkbeelden aan. Een bekende Amerikaanse neonazistische beweging is de NSDAP/AO, die zich vooral bezighoudt met het verspreiden van nazipropaganda in Europa en Amerika. Ook in Rusland bestaan extreemrechtse groeperingen die delen van het nazistische gedachtegoed hebben overgenomen. Het nationaal-bolsjewisme is gebaseerd op onder andere communisme en nazisme, en doet in een aantal opzichten denken aan de 'linkervleugel' van de NSDAP waartoe de SA, Röhm en de gebroeders Strasser behoorden. Ook het gedachtegoed van de Liberaal-Democratische Partij van Rusland vertoont nazistische trekken. Deze groepen trekken veel aanhang onder de Russische bevolking die gefrustreerd is over het falen van zowel het communisme als de vrije markt. Ook in kleinere Europese staten bevinden zich die neonazistische denkbeelden aanhangen. In Nederland werden de Centrumdemocraten, Centrumpartij '86 en de Nederlandse Volks-Unie van neonazisme beticht. Bekende Nederlandse neonazistische politici zijn Stefan Wijkamp en Constant Kusters. Overigens zijn in vrijwel alle gevallen ook buiten Duitsland neonazistische partijen er niet in geslaagd een macht van betekenis te vormen, met de Russische LDPR (die in praktijk trouw het beleid van president Poetin steunt) als uitzondering. Ook het Oekraïense Azovbataljon houdt er neonazistische denkbeelden op na en is daarom in Oekraïne controversieel. 
In het herenigde Duitsland is het gebruik van nazisymbolen en -propaganda (evenals in Oostenrijk) nog steeds verboden en strafbaar. Hieronder vallen onder andere het afbeelden van hakenkruizen en SS-tekens (tenzij in historische context), het brengen van de Hitlergroet, het ten gehore brengen van nazimarsmuziek (tenzij in historische context), het verheerlijken van het nationaalsocialisme en Hitler, en het ontkennen van de Holocaust. In de meeste landen is de reputatie van de NSDAP dermate besmet, dat termen als 'nazi', 'neonazi' en 'nazistisch' als beledigingen gelden. In 2022 was een van de argumenten die de regering-Poetin voor de invasie in Oekraïne aanvoerde dat de Oekraïense regering geleid zou worden door neonazi's. 

## Alte Kämpfer
Binnen de NSDAP genoten de Alte Kämpfer (oud-strijders) het meeste aanzien. Deze Alte Kämpfer waren personen die voor de electorale overwinning van 1930 lid van de partij waren geworden. Zij waren lid geworden tijdens de prille beginperiode (1919-1924) of tijdens de zogenaamde Kampfzeit (strijdtijd) tussen 1925 en 1930, toen de partij in veel deelstaten verboden was. De leden die na 1930 lid werden noemden zij smalend "septemberlingen", en de leden die lid werden na januari 1933 werden aangeduid als "maartviooltjes". Er werd van uitgegaan dat de Alte Kämpfer de partij hadden gesticht en voor de partij hadden gevochten, terwijl de nieuwkomers lid zouden zijn geworden uit opportunisme (wat grotendeels heel goed waar kan zijn). Op basis van senioriteit werden de volgende onderscheidingen uitgereikt.
- De Ehrenwinkel der Alten Kämpfer ('Erechevron voor oud-strijders') werd uitgereikt aan NSDAP-leden die voor 30 januari 1933 lid waren geworden.
- Het Goldenes Ehrenzeichen der NSDAP ('Gouden Ereteken der NSDAP') werd uitgereikt aan de eerste 100.000 leden.
- De Blutorden ('Bloedorde') werd uitgereikt aan deelnemers aan de Bierhalleputsch.

Met name degenen die aan de Bierhalleputsch hadden deelgenomen of voor 1923 lid waren geworden genoten aanzien. Alte Kämpfer kregen vaak betere banen toegespeeld en promoties toebedeeld. Uit hun gelederen werd voor hoge posities binnen de partij en later de overheid gerekruteerd.

## Nederland
De Nederlandse zusterpartij was de NSB onder leiding van Anton Mussert, die haar partijprogramma grotendeels uit het partijprogramma van de NSDAP vertaalde. Ook de minder bekende Nationaal Socialistische Nederlandsche Arbeiders Partij kan als zusterpartij worden beschouwd.